# Revtraviricetes
Revtraviricetes é uma classe de vírus que contém todos os vírus que codificam uma transcriptase reversa. O grupo inclui todos os vírus ssRNA-RT (incluindo os retrovírus) e vírus dsDNA-RT. É a única classe no filo Artverviricota, que é o único filo no reino Pararnavirae. O nome do grupo é uma junção de "transcriptase reversa" e -viricetes, que é o sufixo para uma classe de vírus.